# منفذ البطحاء
منفذ البطحاء هو المنفذ الحدودي البري للمملكة العربية السعودية، مع دولة الإمارات العربية المتحدة. ويتبع جغرافيًا محافظة العديد في المنطقة الشرقية بالمملكة العربية السعودية، ويبعد عن العاصمة السعودية الرياض 500 كم، عبر طريق الرياض الخرج حرض البطحاء، ويبعد عن العاصمة الإماراتية أبو ظبي 370كم. تقوم بإدارة المنفذ كلٌ من وزارة الداخلية السعودية ووزارة المالية السعودية وتقدم الخدمات للمسافرين فيه من خلال الجوازات والجمارك والشرطة والمرور والهلال الأحمر السعودي وحرس الحدود والدفاع المدني.